# Su-15 (航空機)
 Su-15 / Су-15
ウクライナ空軍のSu-15TM
- 用途：迎撃戦闘機
- 設計者： スホーイ設計局
- 製造者：
- 運用者： ソビエト連邦（ソ連防空軍）他
- 初飛行：1962年5月30日
- 生産数：2,867機
- 運用開始：1967年

Su-15（スホーイ15、スホイ15；ロシア語:Су-15スー・ピトナーッツァチ）は、ソビエト連邦防空軍の双発超音速迎撃戦闘機。スホーイ設計局内での名称は「T-58」。
北大西洋条約機構(NATO)はSu-15に対し、「大瓶」を意味する「フラゴン」(Flagon)というNATOコードネームを割り当てた。

## 概要
1960年代にSu-9及びSu-11の後継機として開発され、ソ連の防空軍で使用された。中でも1983年に起こった、大韓航空007便機をミサイルで撃ち落とした機体としても知られている。
Su-15はそれまでにない大出力の空対空レーダーを装備した機体だが、前任の他の迎撃機と同様に迎撃管制は地上のレーダー網による探知とそれに基づいた防空管制センターからの指示によって行われ、Su-15自体はいわば“空飛ぶ対空ミサイル発射機、および照準レーダー装置”としての位置づけである。なお、指示システムもそれまでの管制員の音声による指示から管制センターの指示を直接表示するデータリンクシステムに変更されており、後期型のSu-15TMではこれに加えてセンターの指示に基づいて機体を自動で制御するオートパイロットシステムが搭載されていた。
ソビエト連邦の崩壊後はロシア、ベラルーシ、ウクライナで運用されたが、冷戦の終結に伴う軍縮（欧州通常戦力制限交渉など）や運用国内の経済的混乱のため、ロシアでは1993年までに全機が退役、他の国でも1996年のウクライナを最後に全機が退役した。

## 開発・運用
1960年代初め、ソ連の最新鋭防空戦闘機だったSu-9やSu-11はエンジンの不調のため稼働率が低く、また機首にエアインテークがあったため高性能のレーダーを搭載することが困難だった。この欠点を解決するため、スホーイ設計局が新たに開発したのがSu-15であった。
T58-Dと呼ばれた試作機は、開発期間短縮のため胴体や尾翼部分はSu-11のものをそのまま利用していたがエンジンを信頼性の高いツマンスキーR21F-300の双発とし、胴体形状にエリア・ルールを採用していた。この機体は速度性能は満足いくものだったが、低速時のエルロンの効きが悪いことと航続力が低いことが問題とされた。そのため、エリアルールの適用による胴体部のくびれを廃止してその分胴体に燃料タンクを増設した機体が作成され、これが量産型のプロトタイプとなった。燃料タンクを増設しても相変わらず航続距離は短かったが、推力重量比は平均的な重量で1.0を上回り、飛行性能は極めて高い機体であった。
試作初号機の初飛行は1962年5月30日にノヴォシビールスクで行われ、1966年3月6日には量産型の生産が開始された。翌1967年からは防空軍に配備されて部隊運用が開始されている。1969年には操縦特性の改良のために翼型を単純な三角翼から二重デルタ翼にして主翼面積を増大させると共に武装の搭載能力を増加させた改修型（NATOコードネーム“フラゴンD”）に生産が切り替えられており、更にはレーダーを高出力のものに換装したSu-15Tが開発され、1971年には各部を改修した改良型であるSu-15TMに生産が移行している。
Su-15シリーズは1970年代のソ連の主力要撃戦闘機であったが、搭載されたレーダーはSu-15の試作型および初期生産型に搭載された"Oryol-D"、Su-15Tに搭載された"Taifun"、そして改良型のSu-15TMに搭載された"Taifun-M"のいずれも高高度での非高機動目標（端的に言えば大型の戦略爆撃機）に対する遠/中距離のミサイル誘導に特化したもので、機動性の高い移動目標に対する捕捉/追尾能力には乏しく、自機よりも低い高度を飛行する物体を捕捉追尾する能力（ルックダウン/シュートダウン能力）には乏しかった。このため、より能力の高いレーダーを装備した迎撃戦闘機であるMiG-23Pが完成して1977年より配備が開始されると、Su-15シリーズの生産は1979年に練習機型であるSu-15UMの最終号機が完成したことによって終了となり、1980年代になると電子機器の旧式化等により退役する機体も現れた。総生産機数は1,500機以上と見られる（ただし1,290機という資料もある。）。Su-15は高度な防空用機器を搭載したため東側同盟国への供与は行われず、このため長い間西側諸国は本機に関する詳細な情報を入手できなかった。1972年にはエジプトに配備されたことが確認されているが、この際も運用はソ連本国から派遣されたパイロットと地上要員によってのみ行われた。
Su-15はソ連本国の防空専門の部隊運用であったためか、厳密な意味での実戦（敵対的国家の軍隊との戦闘）は経験していないが、1975年にはソ連領空に侵入した偵察気球を迎撃・撃墜した例があり、また領空に迷入した民間機を攻撃/撃墜したという事件も発生している。

## 類似の機体
Su-15自体は輸出されなかったものの、中華人民共和国ではこれらを参考に自国版MiG-21でもある殲撃七型(略称:J-7、海外呼称:F-7)の発展型として双発の殲撃八型(略称:J-8、海外呼称:F-8)が開発された。J-8の発展型 J-8IIとSu-15はしばしば比較される機体である。

## 各型および派生型
T-58
試作型。
T58-D
Su-11の発展改良型として設計された試作機。量産型とは機体にエリアルールがあることが異なる。
T-58L
-Dのエリアルールを廃した量産仕様の量産原型機。
Su-15
最初の量産型。NATOコードネーム“フラゴンA”。1969年以降に生産された改良型は主翼端が拡張されると共に翼下ハードポイントが倍増（片側2箇所から4箇所へ）されており、NATOコードネームでは“フラゴンD”として区別される。
Su-15T
Su-15のレーダーを“オリョールD”から“タイフーン”に変更した能力向上型。主翼形状はSu-15の後期生産型と同様である。レーダーおよび火器管制装置に問題が多く、少数機の生産に終わった。NATOコードネーム“フラゴンE”。
Su-15UT
複座練習機型。レーダーを撤去して座席を増設しているため、レーダーは搭載されていない。NATOコードネーム“フラゴンC”。
Su-15TM
性能向上型。当初西側でSu-21とも呼ばれた。機体の細部形状を改修して空力特性を向上させ、レーダーを“タイフーンM”に変更して性能を向上させた型。また、ガンポッドおよび短距離空対空ミサイルの搭載と運用が可能になり、汎用性が向上した。大韓航空機撃墜事件に於いて、大韓機を迎撃・撃墜した部隊が装備していたのはこの型である。NATOコードネーム“フラゴンF”。
Su-15UM
-TMの複座練習機型。-UTと同じくレーダーを撤去して座席を増設しているため、レーダーは搭載されていないが、赤外線誘導ミサイルの運用能力は残されているため、限定的ながら実戦機としても運用可能である。NATOコードネーム“フラゴンG”。
U-58UM
タイフーンMレーダーを搭載したSu-15UMの試作型。量産されずに終わった。
Su-15bis
発展型。MiG-23の高性能派生型が完成したこと、装備予定であったR-25-300エンジンがMiG-21bisへの搭載優先となったことなどを理由に、開発中止となった。
Su-15-30
試験機型。MiG-25の開発にあたって搭載するレーダーと電子機器、ミサイルの実用テストのために改造された機体。
T-58PS(T-58Sh)(Su-19)
超音速対地攻撃機型。Su-15bisの発展型。開発中止。
Su-19M
T-58PSのエンジン換装型。開発中止。
T-58VD(Su-15VD)
機体中央部に2基のリフトエンジンを装備した短距離離着陸型の試作機。NATOコードネーム“フラゴンB”。試作機1機のみが製作された。
T6-1(T-58M)
Su-24の試作初号機。当初は「Su-15の改良型」という体で開発されていた。その為、主翼をSu-15（フラゴンD）から流用しており、エアインテークの配置も踏襲している。

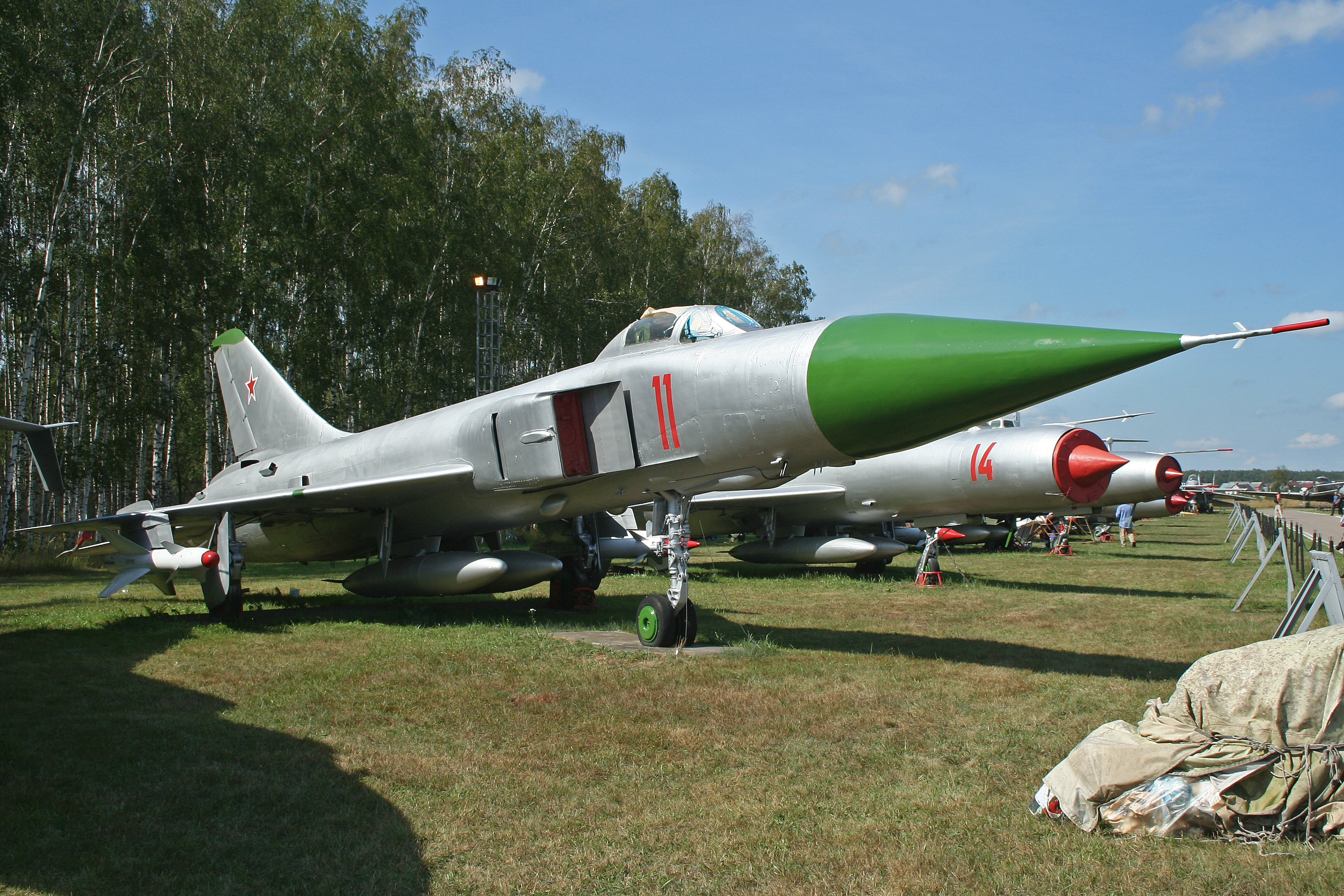
T-58L
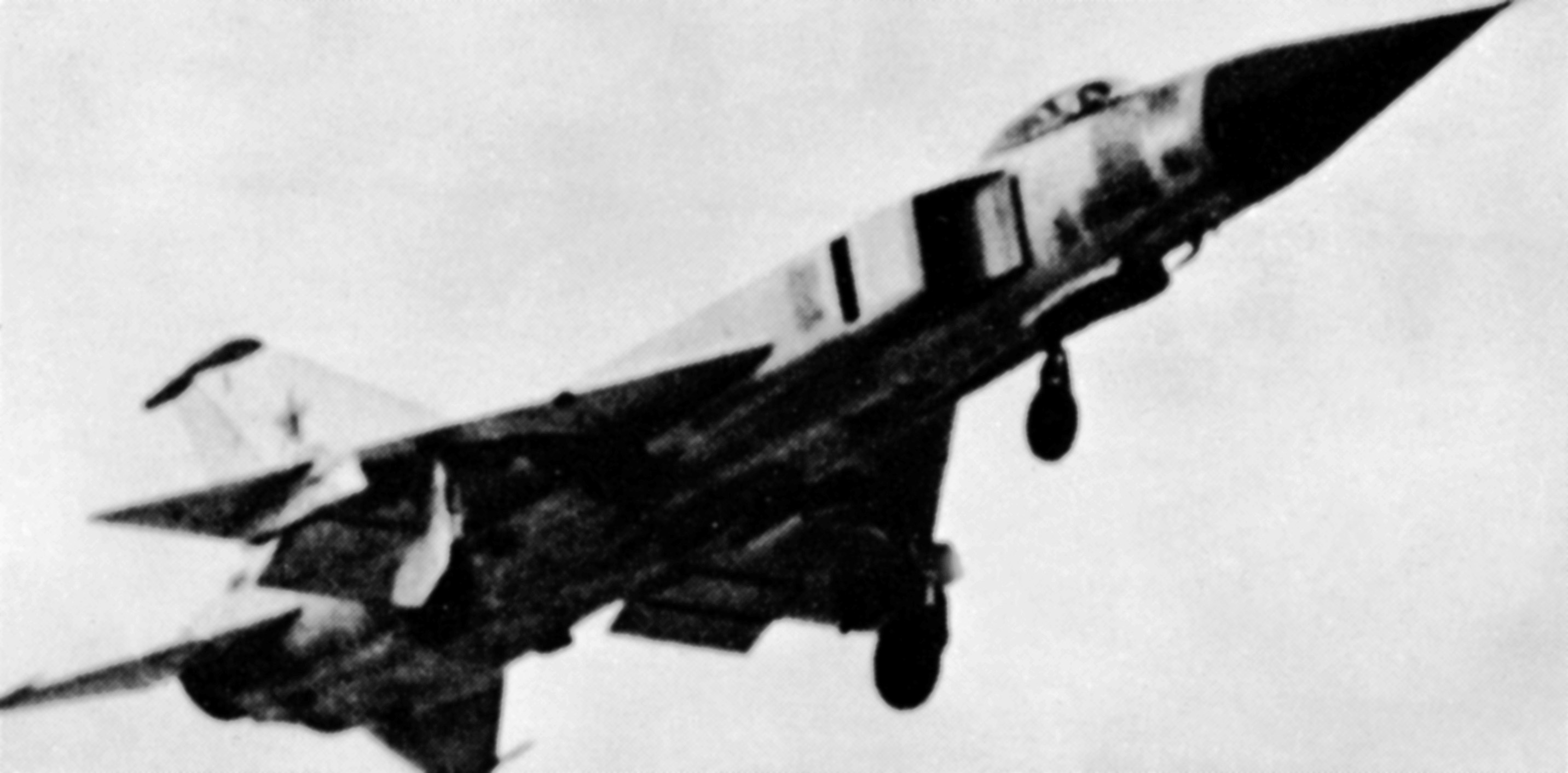
Su-15 初期生産型
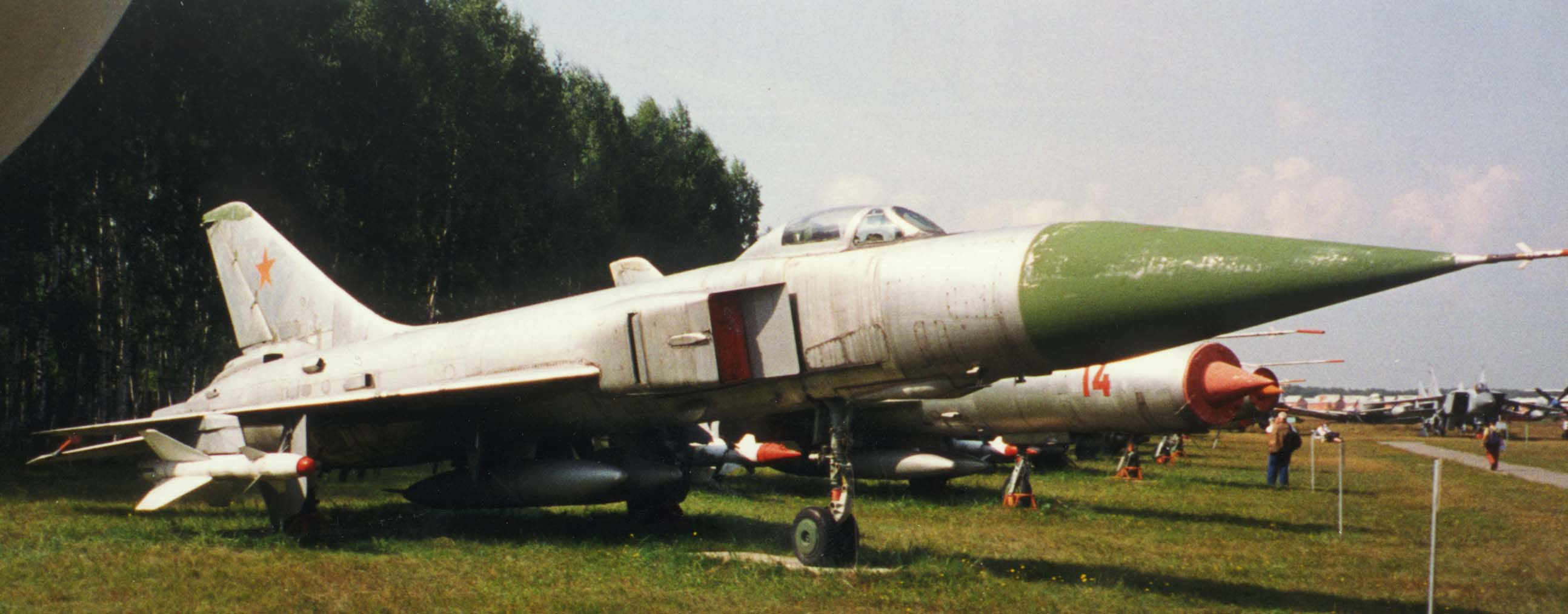
Su-15T
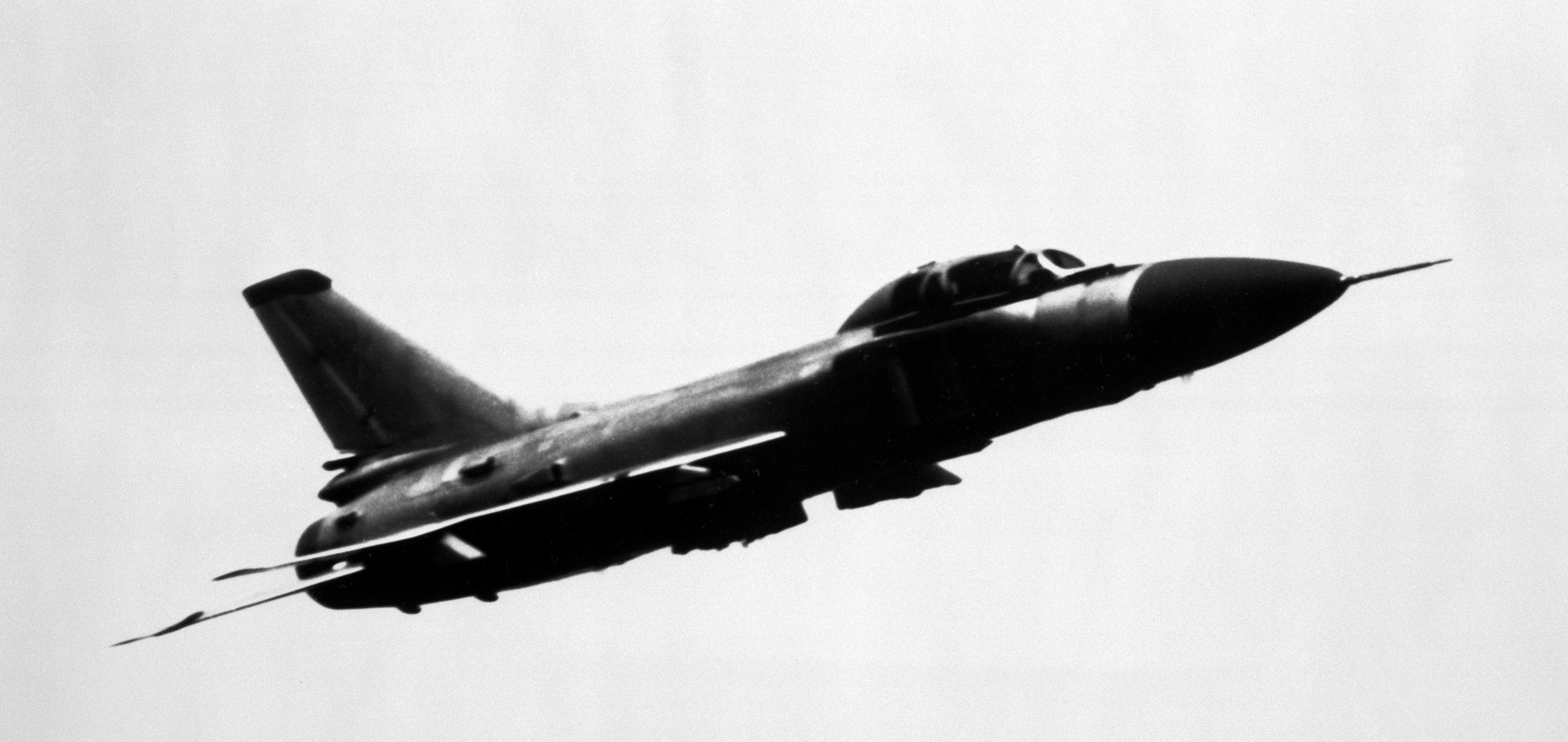
Su-15TM
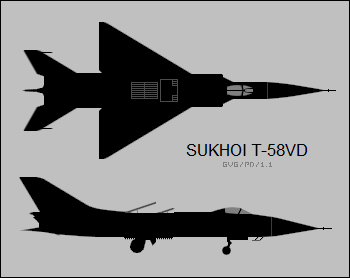
T-58VD

Su-15TM

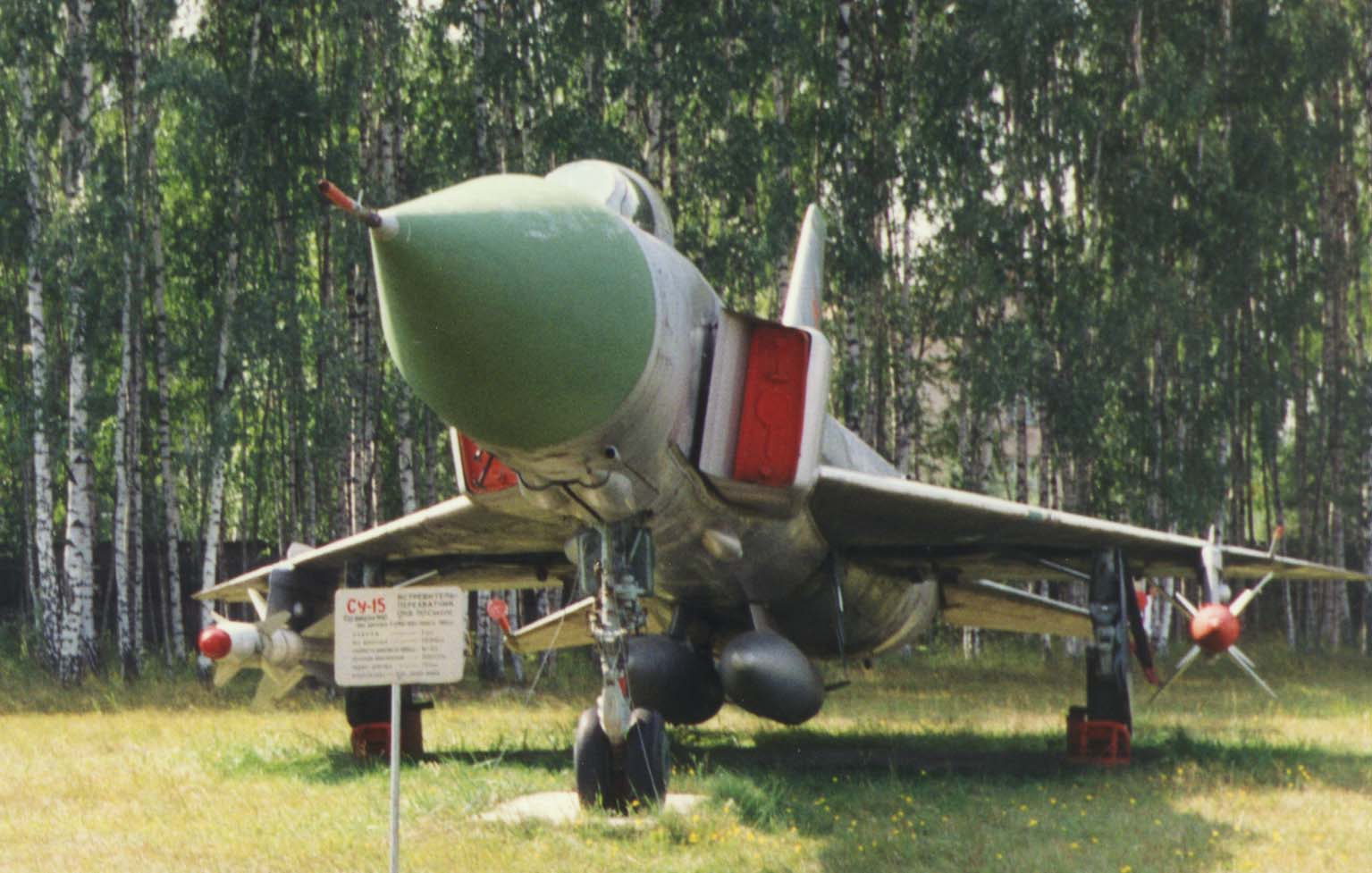
Su-15TM
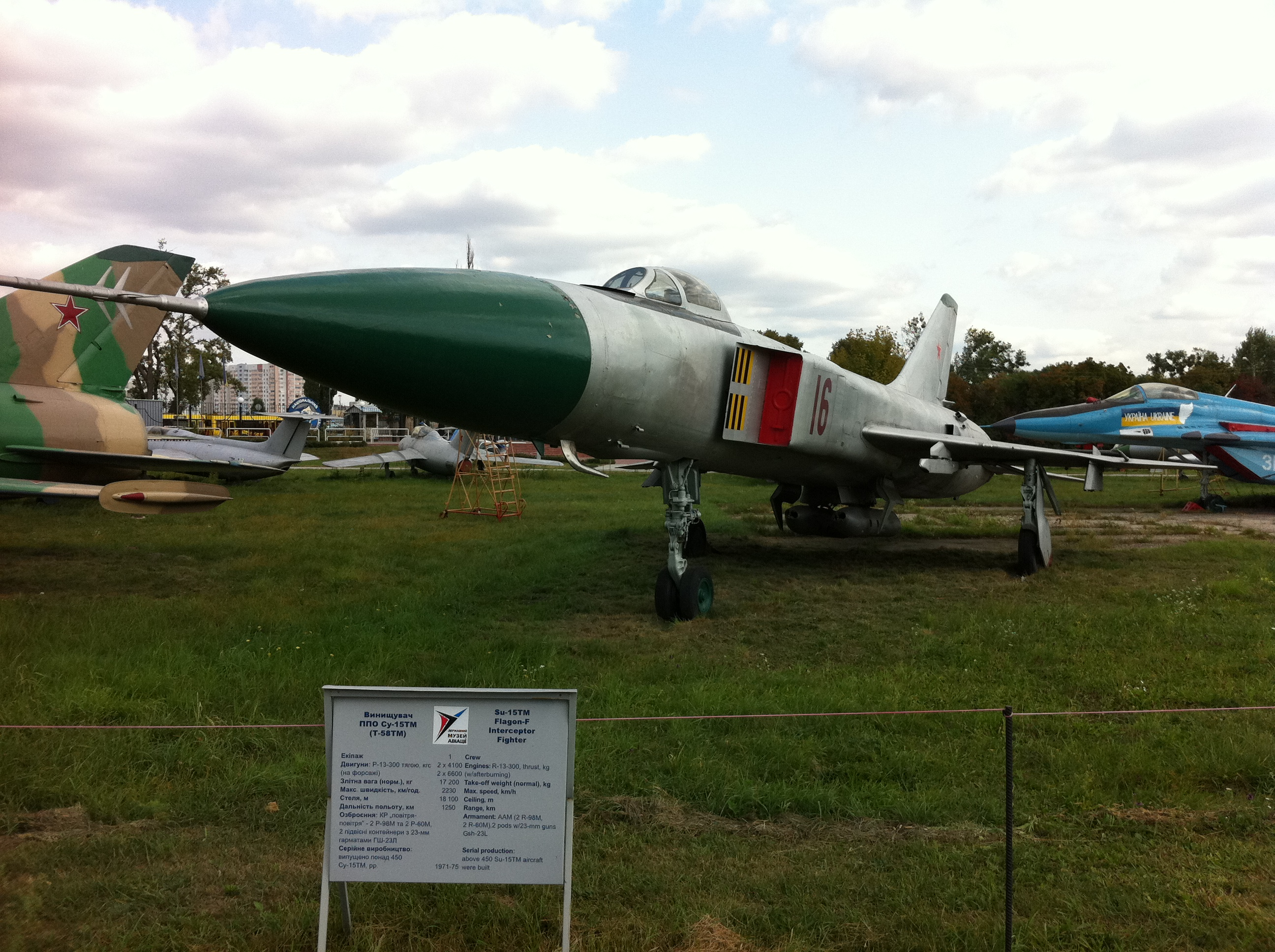
Su-15TM "Flagen-F"
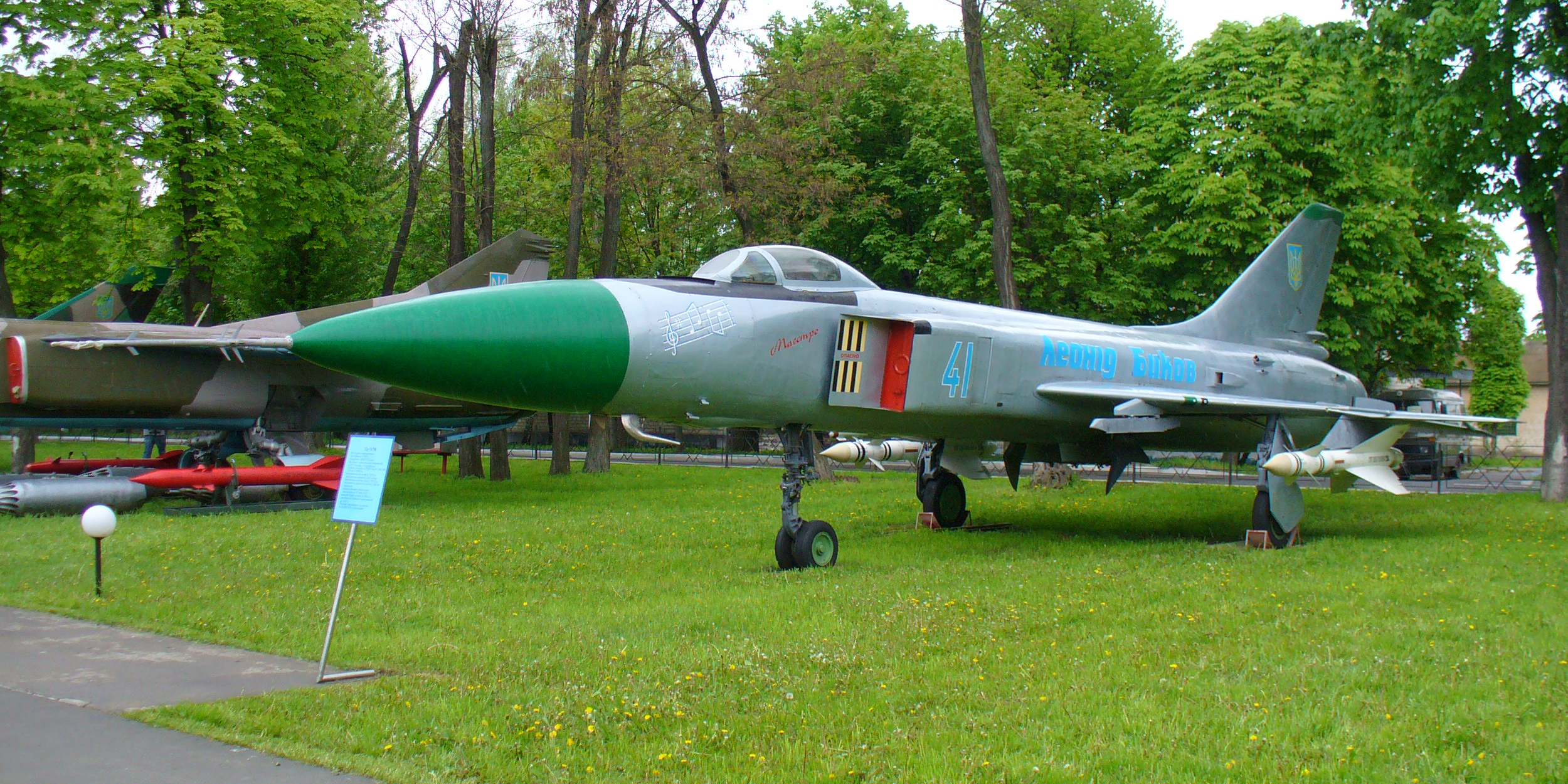
Su-15TM 初期生産型
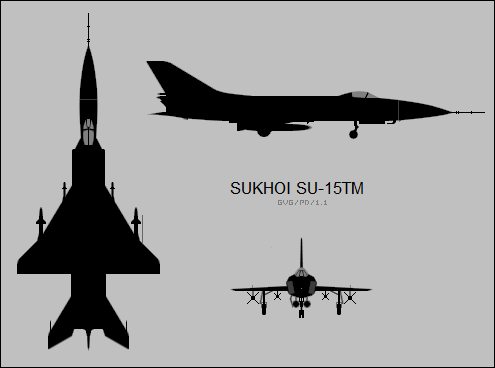
Su-15TM 三面図
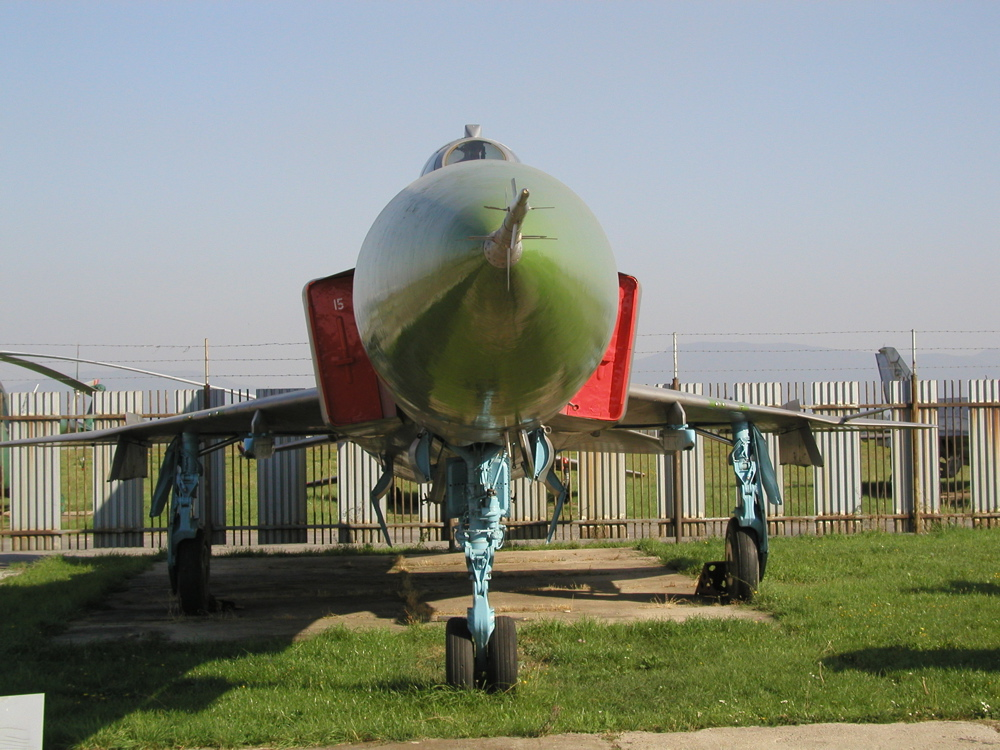
SU-15TM 正面より
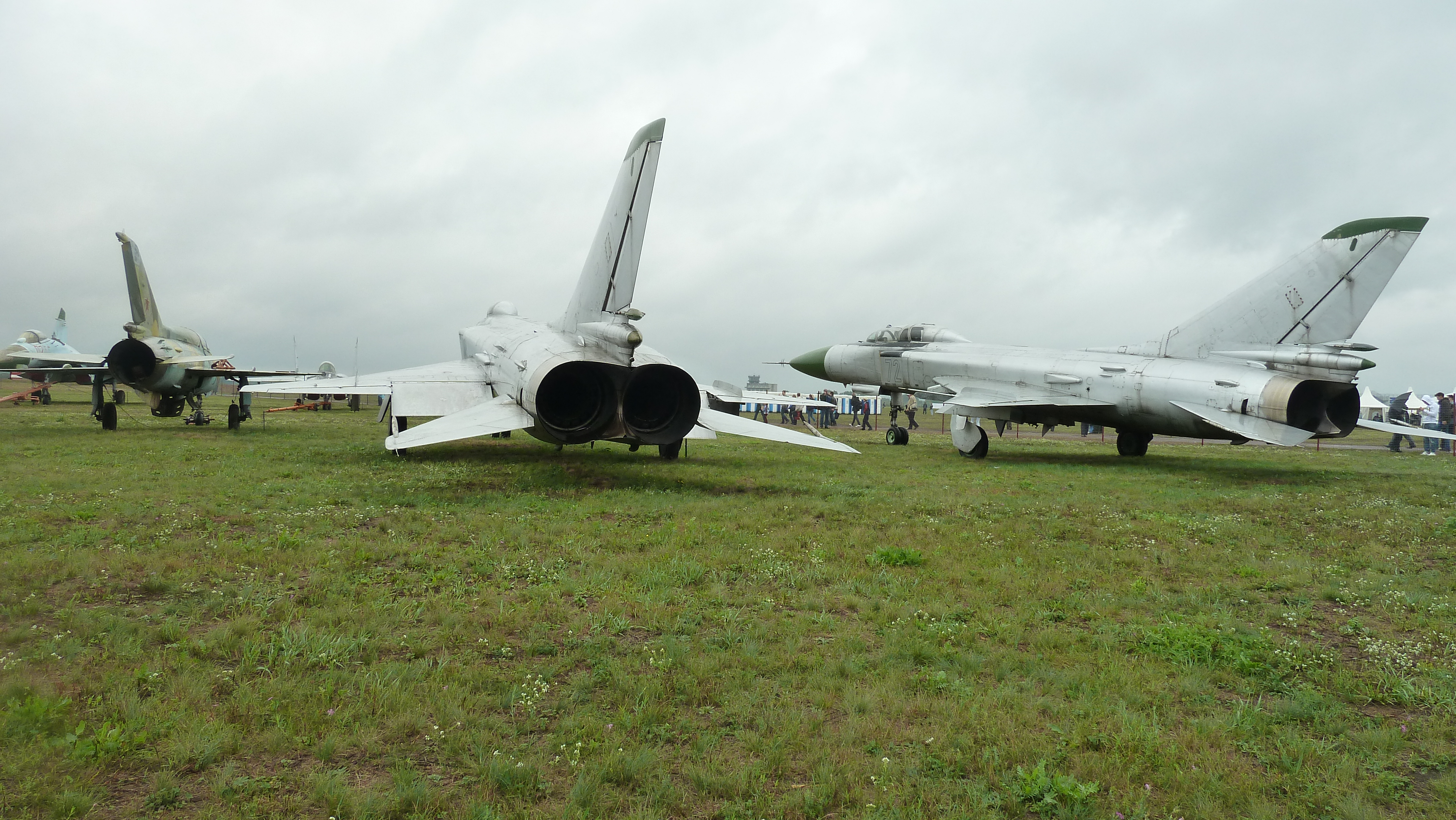
Su-15TM 後方より
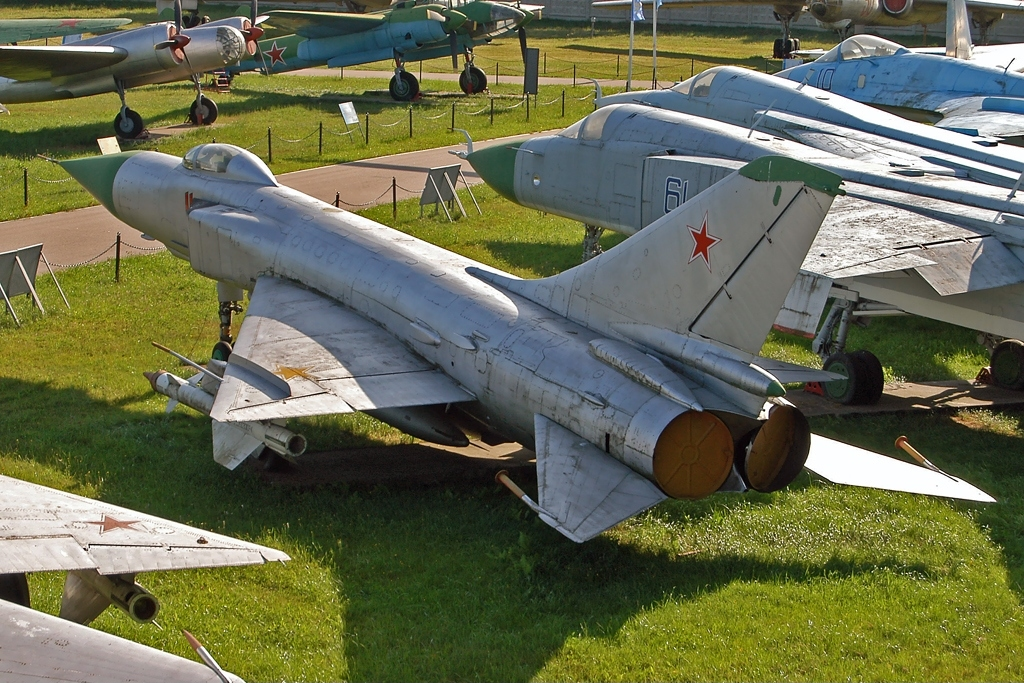
Su-15TM の後部
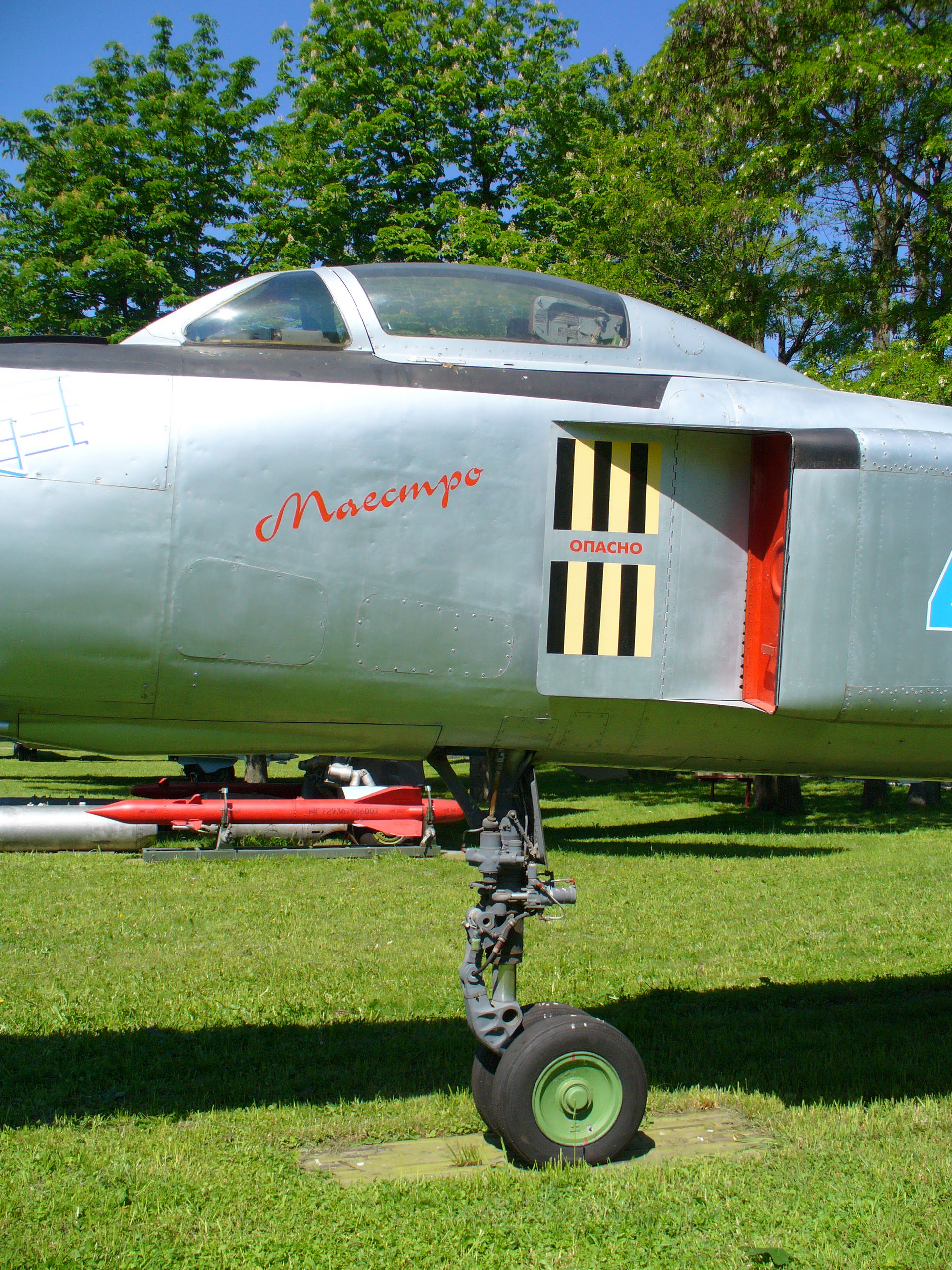
Su-15TM 前脚の二重車輪

Su-15UM

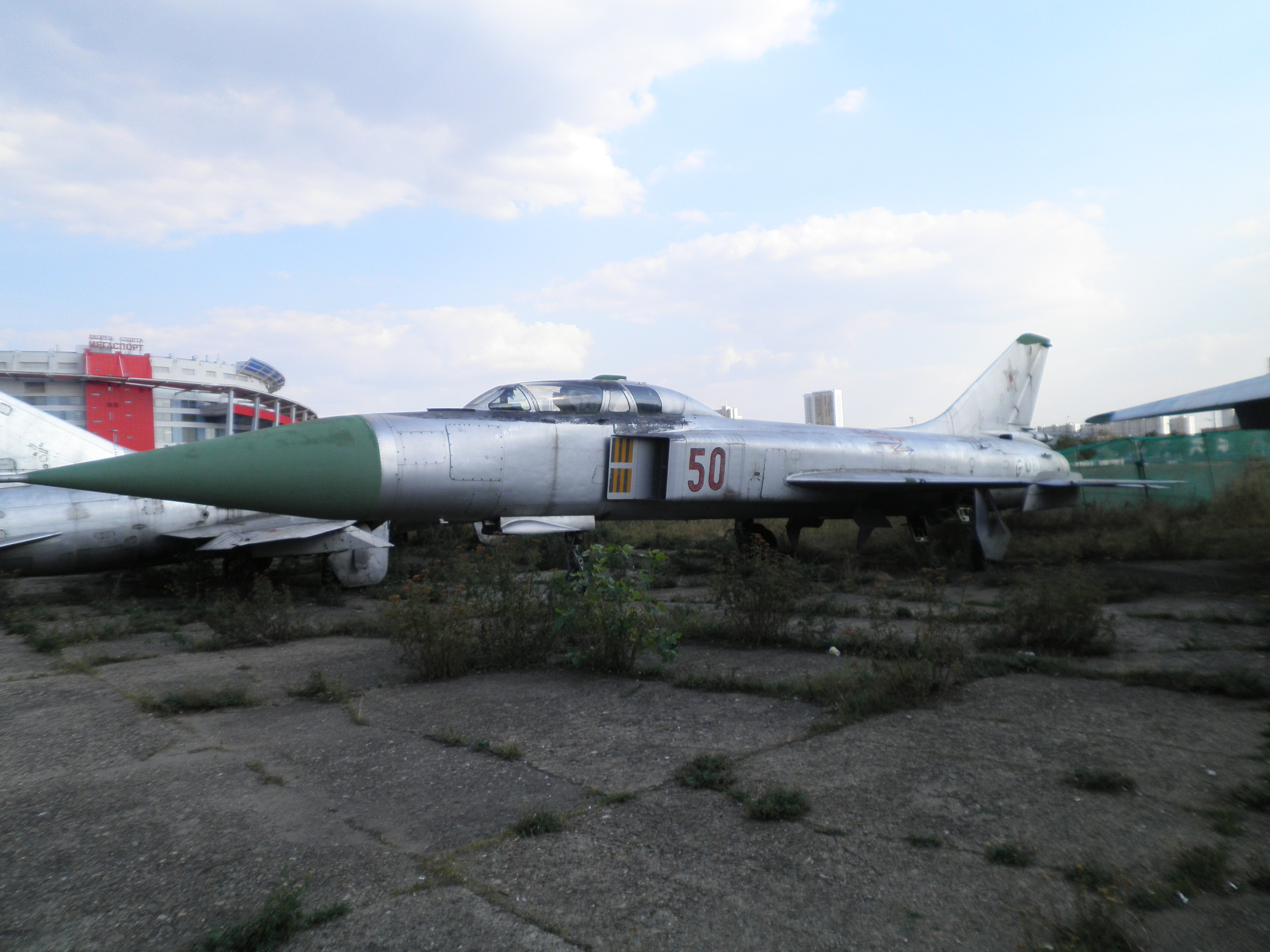
Su-15UM
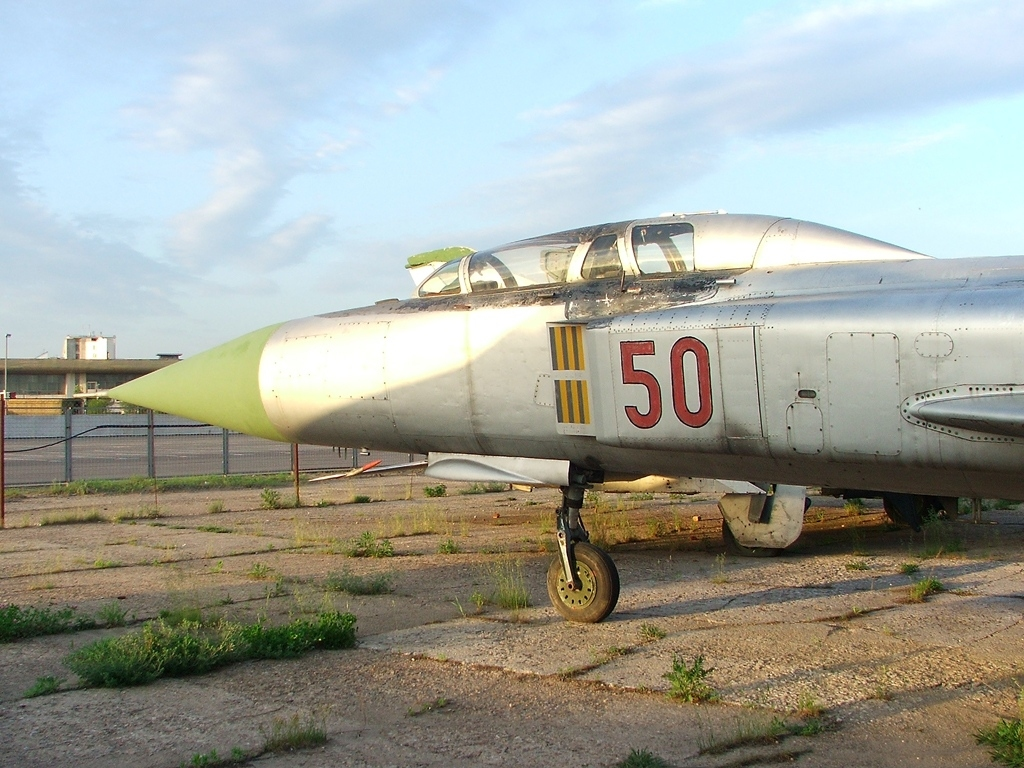
Su-15UM 操縦席部

## 性能・主要諸元
- 乗員: 1名
- 全長: 22.03 m
- 全幅: 9.43 m
- 全高: 4.84 m
- 翼面積: 36.60 m2
- 空虚重量: 10,760 kg
- 最大離陸重量: 17,900 kg
- エンジン: R-13-300ジェットエンジン×2基
- 推力: 65.70 kN×2
- 最大速度: 2,230km/h
- 航続距離: 1,780km
- 実用上昇限度: 18,100m
- 最大上昇力: 228 m/s

### 兵装
空対空ミサイル
- R-98 最大2基 ※Su-15初期型/最大4基 ※Su-15後期型、およびSu-15T/TM
- R-60 最大4基 ※Su-15TM

固定武装
- UPK-23-250 23mm 連装機関砲ガンポッド×2 (各250発) ※Su-15TM

## 運用国
- ソビエト連邦（ソ連防空軍）
- ロシア（ロシア空軍）
- ウクライナ（ウクライナ空軍、ウクライナ防空軍）
- ベラルーシ（ベラルーシ空軍及び防空軍）
- ジョージア（グルジア空軍）

## 登場作品

### ゲーム
『フィクショナル・トルーパーズ』
エストビア連邦軍のランク1として選択可能。史実通り、制空戦闘専用の機体として扱われてきたが、第5回からは爆裝可能に改修されたオリジナル型が導入され、爆撃任務にも使えるマルチロール機となった。

### 注訳
1. ↑  開発当時はニキータ・フルシチョフの施政下で、彼が核ミサイルに偏重した国防政策をとっていたこともあり、ミサイル関連以外の兵器の新規開発を通すこと自体が困難であった[1]。